# Jean-Paul Rappeneau
Jean-Paul Rappeneau (født 8. april 1932) er en fransk filminstruktør.
Han arbejdede først som scenograf, fx med Louis Malle i Zazie dans le métro. Han instruere sin første film, La Vie de château, i 1966. Siden 1975 har han kun skrevet for sine egne film.

## Udvalgte film
- Livet på slottet (La Vie de château, 1966)
- Les Mariés de l'an II (1971)
- Le Sauvage (1975)
- Tout feu, tout flamme (1982)
- Cyrano de Bergerac (1990)
- Le Hussard sur le toit (Husaren på taget, 1995)
- Bon voyage (2003)

## Eksterne links
- Jean-Paul Rappeneau på Internet Movie Database (engelsk)
- Jean-Paul Rappeneau på Filmdatabasen
- Jean-Paul Rappeneau på Scope
- Jean-Paul Rappeneau på Svensk Filmdatabas (svensk)
- Jean-Paul Rappeneau på AlloCiné (fransk)
- Jean-Paul Rappeneau på AllMovie (engelsk)
- Jean-Paul Rappeneau på Turner Classic Movies (engelsk)
- Jean-Paul Rappeneau på The Movie Database (engelsk)